# 5408 Thé
5408 Thé è un asteroide della fascia principale. Scoperto nel 1971, presenta un'orbita caratterizzata da un semiasse maggiore pari a 2,2615342 UA e da un'eccentricità di 0,1376895, inclinata di 4,07347° rispetto all'eclittica.
L'asteroide è dedicato all'astronomo indonesiano Pik Sin Thé  .